# Рзакулиев, Алекпер Алескерович
Рзакулиев Алекпер Алескерович (азерб. Rzaquliyev Ələkbər Ələsgər oğlu; 31 января 1903, Баку — 31 января 1974) — художник живописец, график.

## Учеба
Алекпер Алескерович Рзакулиев родился 31 января 1903 года в Баку, в семье горожанина, занимавшегося мелкой торговлей. Детство прошло в большой семье, в доме, расположенном в старинной части города.
С 1918 года Рзакулиев посещал художественную студию при реальном училище, где преподавали И. В. Эдель и М. Н. Герасимов.
 В 1922 году Рзакулиев становится учеником Бакинской художественной школы, где в головном классе преподавал в 1923—1924 годах В. И. Терпогосов,  туда же перешел работать и М. Н. Герасимов.
В 1923 году в Баку приехал известный уже в то время скульптор Степан Дмитриевич Эрьзя, начавший свою педагогическую деятельность в художественной школе. С этого времени Алекпер Рзакулиев стал посещать занятия и в скульптурном классе.
В 1925 году Алекпер Рзакулиев уезжает в Москву, во Вхутемас (Высшие художественно-технические мастерские).
В те годы ректором был В. Фаворский, сумевший привлечь
к педагогической работе талантливых художников, таких, как П. П. Кончаловский, Д. Н.Кардовский, К. Н. Истомин, Р. Р. Фальк, П. В. Кузнецов, А. А. Осмеркин, С. В. Герасимов и других.
Рзакулиев учился рисунку у С. В. Герасимова и М. С. Родионова, живописи у А. Д. Древина, а со второго курса—у Д. Штеренберга, который  помимо живописи учил искусству графики, офорта.
Будучи студентом Вхутемаса, Алекпер Рзакулиев много сил отдавал живописи; его первые самостоятельные работы были преимущественно живописными.
На сегодняшний день сохранились лишь две живописные работы художника—«Азербайджанка» (1926)  и «Борцы» (1926).
В 1928 году Рзакулиев окончил Вхутемас и вернулся в Баку с дипломом живописца.

## Репрессии: тюрьма и ссылка.
Возвращение в родной город совпадало по времени с началом политических репрессий.  Практически сразу после возвращения Алекпер  был арестован по ложному обвинению в пантюркизме и приговорен к шести годам. После освобождения в 1935 году он вернулся и женился на девушке Сона Гусейнова; у пары было две дочери, Адиля и Севиль. Он и Сона позже развелись.
3 ноября 1937 года, Алекпер Рзакулиев снова был арестован. Художник и друг Расим Бабаев пересказывает со слов А. Рзакулиева как это случилось: "Однажды, идя по улице "Комсомольская", я встретил Рухуллу Ахундова (одного из учредителей советской власти в Азербайджане). Раздраженно взглянув на меня Рухулла грубо бросил: "Ты опять здесь?" Не прошло и недели после этой встречи, как меня вновь упекли в тюрьму. На этот раз, меня отправили в Сибирь, а позже на Соловки (Соловецкие острова)”.
Жизнь на севере в ссылке позднее, по возвращении на родину, нашла отражение в серии работ “ Север” с видами Соловецкого монастыря.
Во время своего изгнания, Алекпер женился на немецкой девушке по имени Берта, сосланной в Сибирь из немецкого поселения в Саратовской автономной области. У Алекпера и Берты было два сына: Октай и Айдын, и дочь Севда.
После смерти Сталина, десятки тысяч ссыльных были освобождены. Алекпер Рзакулиев возвратился в Баку.
В целом, Рзакулиев провел почти 25 лет своей жизни в изгнании.
Время проведенное в тюрьме и ссылке сильно отразилось на творчестве Рзакулиева. Он стал реже использовать цвет, предпочел кисти тушь и перо потому, что после ссылки на Севере потерял чувство цвета.
Однажды друг и художник Расим Бабаев, посмотрев некоторые работы Алекпера, написанные карандашом, заметил, что рисунки его очень графичны. Он подарил ему инструменты для графики, а спустя время А.Рзакулиев понял, что графика это его призвание.

## Серия линогравюр  “Старый Баку”.
По возвращении из ссылки, Рзакулиев приступает к задуманной еще в 20-е годы серии линогравюр "Старый Баку".
Словно маленькие новеллы,  эти гравюры рассказывают о жизни простых людей, горожан в дореволюционном Баку.
Все они созданы А. Рзакулиевым по памяти и привлекают тонкой наблюдательностью, мягким юмором, добродушием и любовью к людям. На линогравюрах серии  «Старый Баку» можно увидеть жанровые, бытовые сцены из жизни города, познакомиться с разными типами горожан тех лет, поучаствовать в их повседневных заботах и хлопотах. Работы А.Рзакулиева этой серии очень колоритны, обладают внутренним обаянием и целостностью.
После графической серии "Старый Баку", принесший ему заслуженную известность, Алекпером Рзакулиевым создается ряд серий, в которых воссоздает образ жизни народа уже своего времени : “Табаководство” ,  "Рыбаки Азербайджана ", “Хлопкоробы Азербайджана” , “Ковроткачество” , “Студенты”. Им создаются линогравюры с  портретами писателей и художников Азербайджана, а также множество отдельных работ.

## Выставки
1926 г. - молодежная выставка г. Москва
1928 г. - молодежная выставка г. Баку
1963 г. - персональная выставка А. Рзакулиева в Азербайджане
1966 г. -  персональная выставка в Москве.
1967 г. -  всесоюзная художественная выставка «На страже мира», г. Москва (экспонировалась линогравюра А. Рзакулиева “Мы из Баку” (1966).
2005 г. -  выставка Союза художников Азербайджана,  посвященная   100-летнему юбилею А. Рзакулиева.
май 2017 г. - выставка  «Забытое не забудется: репрессии в 1920-1950 годах» в Азербайджанском национальном музее искусств, г. Баку (экспонировались две сохранившиеся живописные работы художника, а также линогравюры “К невесте с подарками” (1962), “Чезбызная” (1964) и др.)
С большим успехом работы А. Рзакулиева серии “Старый Баку” экспонировались на выставках в Югославии, Чехословакии, Польше, Бельгии, Голландии, Монголии, Японии.

## Работы находятся в собраниях
Кроме частных коллекций, работы Алекпера Рзакулиева  хранятся в  Национальном музее искусств Азербайджана имени Рустама Мустафаева (Баку, Азербайджан),  Государственной Третьяковской галерее, Государственном Эрмитаже, Государственном музее А.С.Пушкина,   Государственном музее Востока,
 Большая коллекция его работ хранится в запасниках Министерства культуры Азербайджана и художественном фонде Союза Художников Азербайджана.

## Почётные звания и государственные награды
Заслуженный художник Азербайджанской ССР (1964)
Орден "Знак почета" (1967)